# Quảng Đức, Quảng Ninh
Quảng Đức là xã thuộc tỉnh Quảng Ninh, Việt Nam.

## Địa giới hành chính
Xã Quảng Đức nằm ở phía bắc của huyện Hải Hà.
- Phía đông giáp các xã Hải Sơn và Quảng Nghĩa, thành phố Móng Cái.
- Phía nam giáp các xã Quảng Thành và Quảng Sơn, huyện Hải Hà.
- Phía tây giáp xã Quảng Sơn, huyện Hải Hà.
- Phía bắc giáp Trung Quốc.

## Lịch sử hành chính
Năm 1979, xã Tấn Mài thuộc huyện Quảng Hà được đổi tên thành xã Quảng Đức.
Năm 2001, xã Quảng Đức thuộc huyện Hải Hà mới tái lập.

## Giao thông
Quốc lộ 18b chạy qua phía đông của xã.